# Eutrichota atroapicata
Eutrichota atroapicata este o specie de muște din genul Eutrichota, familia Anthomyiidae. A fost descrisă pentru prima dată de Malloch în anul 1921. Conform Catalogue of Life specia Eutrichota atroapicata nu are subspecii cunoscute.